# Maximo
Maximo is een managementsoftware van IBM, die wordt toegepast om de planning en het management van een bedrijf eenduidig in kaart te brengen en te verbeteren. De bedoeling van het programma is om beter inzicht te krijgen in de bedrijfsmiddelen, zowel de voorwaarden als de werkprocessen, van het desbetreffende bedrijf. Hierdoor is het mogelijk om  duidelijke planning en controle tot stand te brengen en te handhaven. Het systeem is zowel op een enkele computer lokaal te draaien als op meerdere computers binnen een netwerk.

## Toepassingsmogelijkheden
Maximo is toepasbaar in het:
- Beheren van inzet, specificaties, controle, kalibratie en kosten.
- Plannen van korte- en langetermijnonderhoud, zowel preventief, reactief en conditioneel.
- Beheren van de voorraad en het beschikbaar stellen van de juiste onderdelen.
- Beheren van orders en contracten met betrekking tot aankoop, leasing, verhuur en garantie.
- Definiëren van de communicatie en overdracht tussen verschillende niveaus of afdelingen binnen het bedrijf.

## Systeem
Maximo is de basis van de Tivoli Process Automation Engine, dit is de software-engine van Tivoli Service Automation Manager. De systeemeisen voor de software zijn wat hardware betreft  laag. Het is voornamelijk platformafhankelijk. De laatste versie van Maximo is versie 7.6 en draait op AIX, HP-UX, Linux en Microsoft Windows.